# Flamingoblomma
Flamingoblomma (Anthurium scherzerianum) är en epifytisk eller marklevande, flerårig ört i familjen kallaväxter. Det första exemplaret hittades i Guatemala, men sedan dess har den bara återfunnits i Costa Rica. I Sverige förekommer den som krukväxt. 

## Utseende
Flamingoblomman har många rötter, och även luftrötter. Stammen är kort. Bladen är utbredda men rundade bladskaft som blir 4–20 cm långa. Bladskivan är enkel, helbräddad, läderartad, smal lansettlik till elliptisk, 5–26 cm lång och 1,5–6,5 cm bred, utdraget spetsig och med rundad bas. Ovansidan på bladen är något glänsande, men undersidan är matt, båda sidorna är tätt punktade. Mittnerven är tydlig och upphöjd.
Blomställningen är upprätt, lika lång eller längre än bladen (14–52 cm). Hölsterbladet är klart orangerött, elliptiskt till äggrunt, 3,7–12,0 cm långt och 2–4,6 cm brett. Det är hjärtlikt vid basen och utdraget spetsigt i spetsen. Kolven är blekt orange till röd, 2–8 cm lång och vanligen skruvad. Själva blommorna är tvåkönade och jämnt fördelade i spiraler längs kolven. Frukten är ett orange till rött bär.

## Hybrider

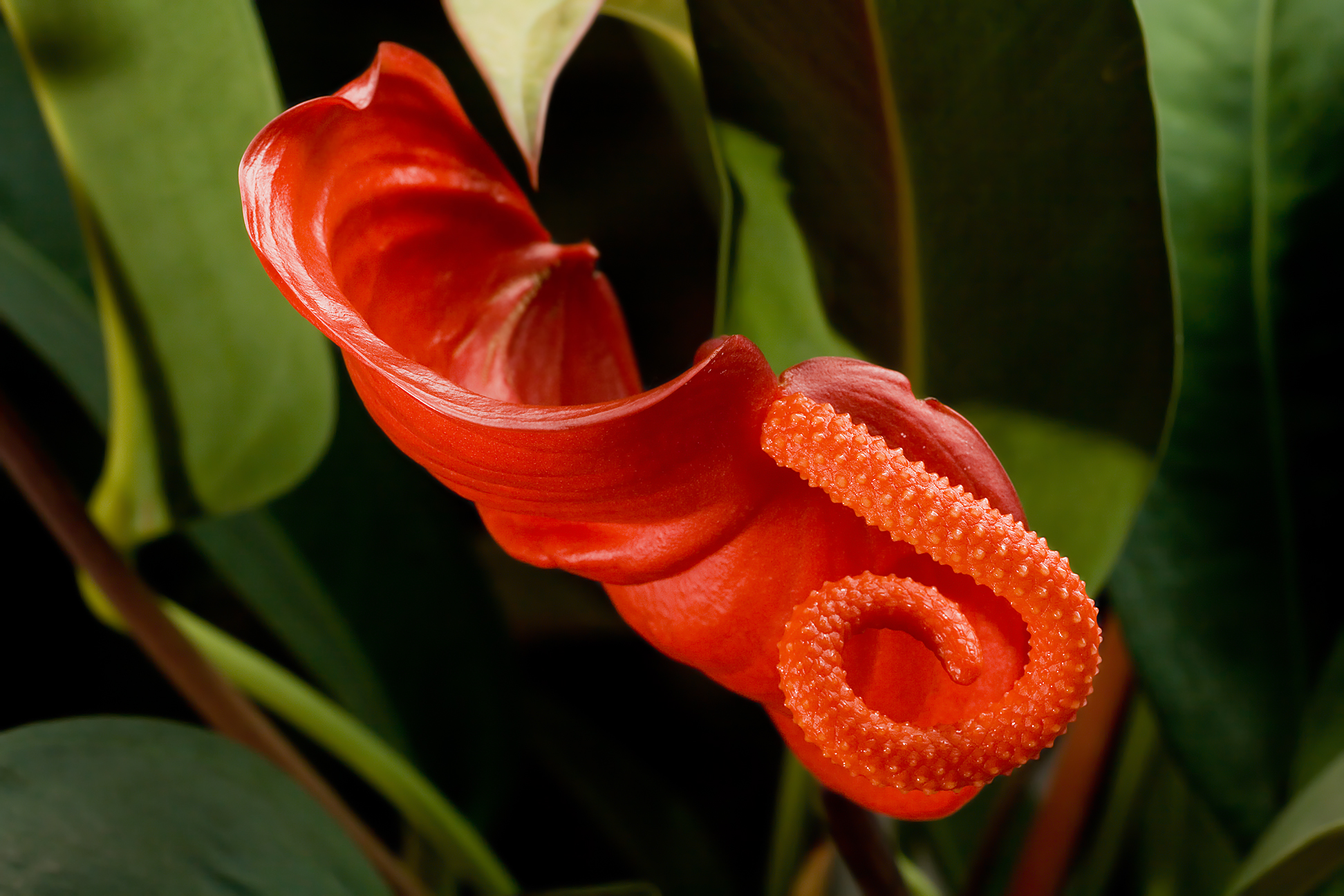
Närbild på hölsterblad och kolv

Flamingoblomman har korsats flitigt med andra arter för att få fram bättre och vackrare krukväxter. Dessa brukar samlas i Scherzerianum-gruppen. Sorterna i gruppen har inget eget svensk namn utan kallas också för flamingoblommor. Några vanliga sorter i handeln är:
- 'Adriani'
- 'Album'
- 'Album Maximum Flavescens'
- 'Amazone'
- 'Andagavense'
- 'Antovelos'
- 'Arabella'
- 'Betty'
- 'Dolly'
- 'Friederike'
- 'Giganteum'
- 'Antovelos' (GRAFFITI™)
- 'Magnificum'
- 'Molly'
- 'Mutabile'
- 'Palmeri'
- 'Pygmaeum'
- 'Roseum'
- 'Rothschildianum'
- 'Sorry'
- 'Stephanie'
- 'Wardi'